# Kevin Hagen
Kevin Hagen (3 de abril de 1928 - 9 de julio de 2005) fue un actor estadounidense más conocido por su papel como el Dr. Hiram Baker en la serie "La Casa de la Pradera" de la NBC.

## Primeros años
Kevin Hagen nació en Chicago, Illinois, en el seno de una familia de bailarines de salón profesionales, Haakon Olaf Hagen y Marvel Lucile Wadsworth. Después de que su padre abandonara a la familia, Hagen fue criado por su madre, su abuela y sus tías.
A la edad de 15 años, se mudó a Portland, Oregón, donde una de sus tías había conseguido un trabajo como profesora.
Hagen asistió a la Escuela Secundaria Jefferson en Portland.
Más tarde, su familia regresó a Chicago, y él continuó su educación en la Universidad Estatal de Oregón en Corvallis y en la Universidad del Sur de California en Los Ángeles, donde obtuvo un título en relaciones internacionales.
Hagen pasó un año estudiando derecho en la Universidad de California, Los Ángeles, y luego trabajó para el Departamento de Estado de los Estados Unidos en Alemania Occidental. Posteriormente, sirvió en la Marina de los Estados Unidos durante dos años.
Además de su carrera en la actuación, Kevin Hagen también enseñó baile de salón para Arthur Murray.
A los 27 años, Hagen fue descubierto en una producción de "Desire Under the Elms" de Eugene O'Neill y obtuvo un papel como invitado en la clásica serie de policías de la década de 1950, "Dragnet", protagonizada por Jack Webb.

## Roles de actuación
El primer papel regular de Hagen en una serie fue en 1958, interpretando a John Colton, el administrador de la ciudad de Nueva Orleans en el programa occidental de la CBS "Yancy Derringer".
El 29 de abril de 1962, Hagen fue elegido para el episodio "Cort" de "Lawman".
Hagen hizo apariciones como estrella invitada en programas como "Gunsmoke", "The Big Valley", "Bonanza", "Laramie", "Have Gun - Will Travel", "Mannix", "The Time Tunnel" y "Perry Mason". Hizo tres apariciones en "Perry Mason". En 1958 interpretó al sargento Burke en "El Caso del Sargento Sardónico"; en 1965, interpretó al asesino Jacob Leonard en "El Caso de la Dama Jugadora" y a Samuel Carleton en "El Caso de la Fraulein Fugitiva". Hagen apareció como el inspector Dobbs Kobick en nueve episodios de "Land of the Giants" de 1968 a 1970.
Otras apariciones incluyeron programas como "Tales of Wells Fargo", "The Untouchables", "Bat Masterson", "Riverboat", "Wagon Train" (Temporada 1, Episodio 21 "La Historia de Annie MacGregor" 1958), "Outlaws", "Straightaway", "GE True", "Hawaiian Eye", "Voyage to the Bottom of the Sea", "The Twilight Zone", "Daniel Boone", "Blue Light", "Mission: Impossible", "Rawhide", "77 Sunset Strip", "MAS*H", "The Rifleman", "Lancer", "The Virginian", "The Guns of Will Sonnett", "The Cowboys", "Lost in Space", "The Silent Force", "Sara", "Quincy, M.E.", "Simon and Simon" y "Knots Landing".
Hagen interpretó a un renegado confederado que mata al hijo y la nuera de James Stewart en la película de 1965 "Shenandoah". Sin embargo, su papel más famoso fue el del Dr. Baker en "La Casa de la Pradera".

## Vida personal
Kevin Hagen estuvo casado con la actriz Susanne Cramer hasta su fallecimiento en 1969.
En 1992, Hagen se trasladó a Grants Pass, en el suroeste de Oregón, donde participó en conciertos, teatros de cena y actuaciones en Medford, Ashland y Grants Pass, incluyendo su espectáculo unipersonal "A Playful Dose of Prairie Wisdom".
En 2004, a Hagen se le diagnosticó cáncer de esófago. Falleció el 9 de julio de 2005 en su hogar en Grants Pass. Hagen dejó como sobrevivientes a su hijo, Kristopher, y a su esposa, Jan, con quien se casó en 1993.

## Filmografía
| Año       | Título                          | Personaje                   | Notas                                                       |
| --------- | ------------------------------- | --------------------------- | ----------------------------------------------------------- |
| 1957      | The Tales of Wells Fargo        | Mitt                        | Acreditado                                                  |
| 1958      | The Light in the Forest         | Fiddler                     | Sin acreditar                                               |
| 1958      | Gunsmoke in Tucson              | Clem Haney                  |                                                             |
| 1958      | Gunsmoke                        | Bill Jennings               |                                                             |
| 1959      | Gunsmoke                        | Coney Thorn                 | Episodio: El amor de una mujer                              |
| 1959      | Pork Chop Hill                  | Corporal Kissell            |                                                             |
| 1960      | The Twilight Zone               | Capitán James Webber        | Episodio "Elegía" (S1E20)                                   |
| 1961      | The Untouchables                | "Swede" Kelso               | Episodio "Stranglehold"                                     |
| 1961      | Straightaway                    | Frazer                      | Episodio "El extraño"                                       |
| 1962      | Maverick                        | Justin Radcliffe            | Episodio "Uno de nuestros trenes está desaparecido" (S5E13) |
| 1962      | Gunsmoke                        | Bowman                      | Episodio "Chicas del vagón" (S7E27)                         |
| 1962      | Rider on a Dead Horse           | Jake Fry                    |                                                             |
| 1963      | The Virginian                   | Oscar Swenson               | Episodio "Huir de casa"                                     |
| 1963      | The Man from Galveston          | John Dillard                |                                                             |
| 1964      | Rio Conchos                     | "Barba Rubia"               |                                                             |
| 1964      | Gunsmoke                        | Emmett Ginnis               | Episodio "Sin manos" (S9E19)                                |
| 1965      | Shenandoah                      | Mulo, Rebelde desertor      | John Dobson en la serie de TV Daniel Boone                  |
| 1966      | Voyage To The Bottom Of The Sea | Holden                      | Episodio "La forma de la perdición" (S2E20)                 |
| 1967      | The Ride to Hangman's Tree      | Prisionero                  | Sin acreditar                                               |
| 1967      | The Last Challenge              | Frank Garrison              |                                                             |
| 1967      | The High Chaparral              | Tanner                      | Episodio "Sombras en la tierra"                             |
| 1967      | The Time Tunnel                 | Sgt. Maddox                 | Episodio "El mercader de la muerte"                         |
| 1968      | Big Valley                      | Desconocido                 | Episodio "El largo viaje"                                   |
| 1968      | Mission: Impossible             | David Webster               | Episodio "El condenado"                                     |
| 1969      | The Learning Tree               | Tim "Doc" Cravens           |                                                             |
| 1973      | Gentle Savage                   | Ken Shaeffer                |                                                             |
| 1974-1984 | Little House on the Prairie     | Hiram "Doc" Baker           | 113 episodios + 3 películas de TV                           |
| 1978      | Quincy, M.E.                    | Dr. Dale Albers             | Episodio: "Una noche para resucitar a los muertos"          |
| 1978      | MAS*H                           | Mayor Goss                  | S7E2 - Paz en nosotros                                      |
| 1980      | The Hunter                      | Jugador de póker #2         |                                                             |
| 1986      | Power                           | Policía                     |                                                             |
| 1990      | The Ambulance                   | Policía en las caballerizas | (último papel cinematográfico)                              |